# Aldebarã
Coordenadas:  04h 35m 55.2s, +16° 30′ 33″
Alpha Tauri (α Tau) conhecida como Aldebarã ou Aldebaran é a estrela mais brilhante da constelação Taurus. É também designada pelos nomes de Cor Tauri; Parilicium; Olho do Touro; ou ainda, pelos códigos HR 1457 e HD 29139.
Na Grécia antiga era conhecida como "tocha" ou "facho".

## Observação

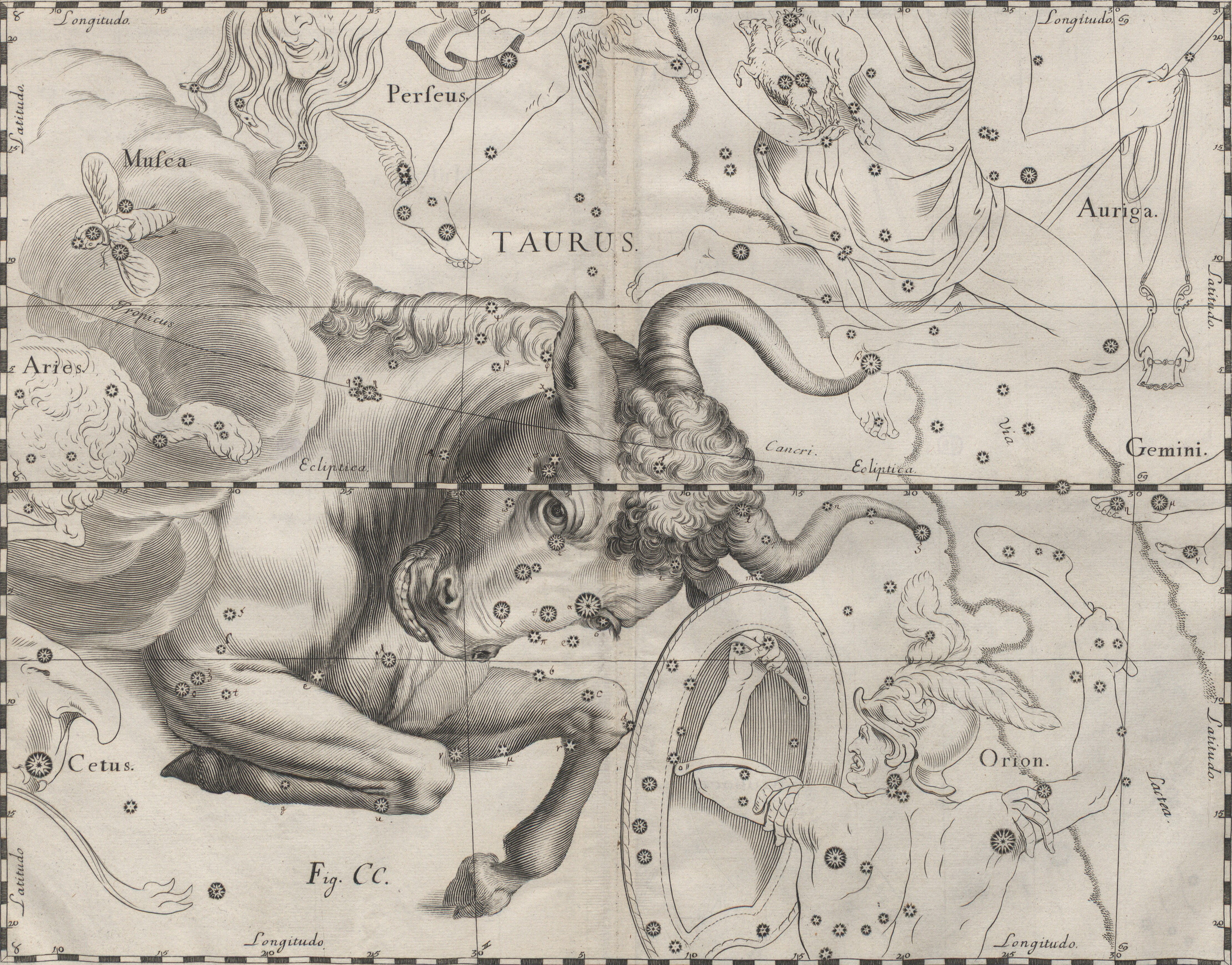
A Constelação de Taurus, por Johannes Hevelius – Aldebarã aparece junto ao olho esquerdo do touro

Se imaginarmos a imagem sugerida para a constelação, a estrela ocupará sensivelmente a posição do olho esquerdo do Touro mítico.
Quase parece que Aldebarã pertence ao mais disperso dos enxames estelares (as Híades) que constitui, também, o aglomerado mais próximo da Terra. Contudo, a maior parte dos autores crê que, na verdade, está apenas localizada na mesma direcção da linha de visão entre a Terra e as Híades – sendo, portanto, uma estrela independente.
Aldebarã é uma das estrelas mais facilmente identificáveis no céu noturno, tanto devido ao seu brilho como à sua localização em relação a uma das figuras estelares mais conhecidas do céu.
Identificamo-la rapidamente se seguirmos a direcção das três estrelas centrais da constelação de Órion (designadas popularmente por “Três Marias” ou “Três Reis Magos”), da esquerda para a direita (no hemisfério norte) ou da direita para a esquerda, no hemisfério sul – Aldebarã é a primeira das estrelas mais brilhantes que encontramos no seguimento dessa linha. Pode ser vista em Portugal (zona média do hemisfério norte) de outubro a março.

## Propriedades

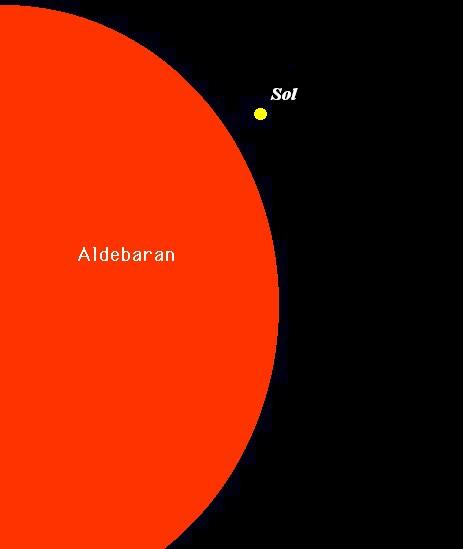
Comparação do tamanho relativo de Aldebaran e do Sol

Aldebarã é uma estrela de tipo espectral K5 III (é uma gigante vermelha), o que significa que tem cor alaranjada; tem grandes dimensões, e saiu da sequência principal do Diagrama de Hertzsprung-Russell depois de ter gasto todo o hidrogénio que constituía o seu “combustível”. Tem uma companheira menor (uma estrela mais pálida, tipo M2 anã que orbita a várias centenas de UA).
Actualmente, a sua energia provém apenas da fusão de hélio, da qual resultam cinzas de carbono e oxigénio.
O corpo principal desta estrela expandiu-se para um diâmetro de aproximadamente 5,3 × 107 km, ou seja, cerca de 38 vezes maior que o Sol (outras fontes referem que é 50 vezes maior). As medições efectuadas pelo satélite Hipparcos localizam a estrela a 65,1 anos-luz da Terra, e permitem saber que a sua luminosidade é 150 vezes superior à do Sol, o que a torna a décima terceira estrela mais brilhante do céu (0,9 de magnitude). É ligeiramente variável, do tipo variável pulsante, apresentando uma variação de cerca de 0,2 de magnitude.
Em um artigo de 1993, foi notada variação na velocidade radial de Aldebarã com um período de aproximadamente 640 dias, consistente com o efeito gravitacional de um planeta massivo em órbita. No entanto, os autores não conseguiram diferenciar entre essa hipótese e rotação estelar ou variabilidade intrínseca. Em 2015, os mesmos autores apresentaram mais duas décadas de medições da estrela, confirmando a existência de um período de 629 dias. Evidências espectroscópicas sugerem que esse sinal corresponde de fato a um corpo em órbita, com um segundo período de 520 dias sendo atribuído à rotação da estrela. A solução orbital indica que o planeta tem uma massa mínima de 6,5 vezes a massa de Júpiter e está a uma distância média de 1,5 UA da estrela.
| Planeta | Massa          | Semieixo maior (UA) | Período orbital (dias) | Excentricidade |
| ------- | -------------- | ------------------- | ---------------------- | -------------- |
| b       | 6,47 ± 0,53 MJ | 1,46 ± 0,27         | 628,96 ± 0,90          | 0,10 ± 0,05    |

## Nomenclatura e cultura
O seu nome provém da palavra árabe الدبران al-dabarān que significa "Aquela que Segue" ou "Olho do Touro" – referência à forma como a estrela parece seguir o aglomerado estelar das Plêiades durante o seu movimento aparente ao longo do céu nocturno.
De acordo com Dr. Hale, citado por Adam Clarke, as constelações citadas em Jó 9:9 e Jó 38:31–32, Chimah e Chesil, correspondem, respectivamente, a Touro e Escorpião. Pela precessão dos equinócios, Aldebarã estava localizada, em cerca de 2338 a.C., na longitude eclíptica de 9 graus e 7 minutos, muito próxima do equinócio vernal (do hemisfério norte). Adam Clarke, porém, considera esta teoria com pouco fundamento.
Em termos astrológicos, Aldebarã é considerada uma estrela propícia, portadora de honra e riqueza. Segundo Ptolomeu, é da natureza de Marte. O astrólogo e alquimista Cornelius Agrippa escreveu que "o talismã feito sob Aldebarã com a imagem de um homem voando, confere honra e riqueza".
É uma das quatro “estrelas reais” (a guardiã do leste), assim designadas pelos Persas, cerca de 3000 a.C. Também como guardiã do leste corresponde, na tradição, ao arcanjo Miguel ("o que é como Deus"), o Comandante dos Exércitos Celestes. Indicou o equinócio de outono no hemisfério norte em uma fase inicial da história a que se referem escrituras védicas.
Para os cabalistas é associada à letra inicial do alfabeto hebraico, aleph (א), e portanto à primeira carta do Tarô, O Mago. Segundo a mitologia própria da Stregheria, ou bruxaria tradicional italiana, Aldebarã é um anjo caído que, durante o equinócio da Primavera, marca a posição de Guardião da porta oriental do céu.
Segundo um estudo do astrónomo Fábio Silva, da University College London, foi por causa deste astro que os primitivos deram o nome de "Estrela" à Serra da Estrela em Portugal: muito sucintamente, devido ao facto de todos os dólmens entre os rios Mondego e Douro estarem apontados para a Serra da Estrela já que, há 6000 anos, Aldebarã nascia precisamente sobre aquela formação geológica entre o final de abril e início de maio.